# Bellevesvre
Bellevesvre est une commune française située dans le département de Saône-et-Loire en région Bourgogne-Franche-Comté.

### Situation de la commune dans l'arrondissement de Louhans

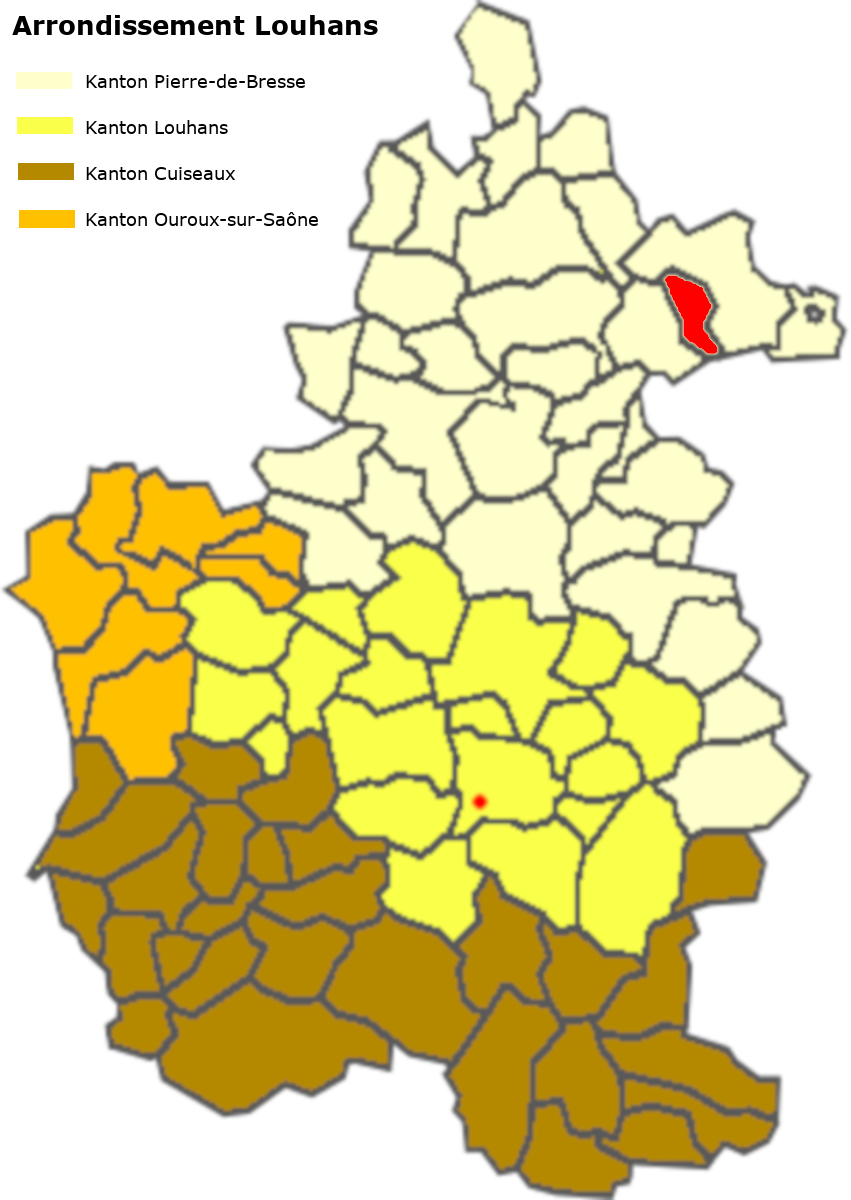
Situation de la commune dans l'arrondissement de Louhans

## Géographie
Bellevesvre fait partie de la Bresse bourguignonne. Lons-le-Saunier est à 27 km et Chalon-sur-Saône à 44 km.

### Climat
Pour des articles plus généraux, voir Climat de la Bourgogne-Franche-Comté et Climat de Saône-et-Loire.
En 2010, le climat de la commune est de type climat océanique dégradé des plaines du Centre et du Nord, selon une étude du Centre national de la recherche scientifique s'appuyant sur une série de données couvrant la période 1971-2000. En 2020, Météo-France publie une typologie des climats de la France métropolitaine dans laquelle la commune est exposée à un climat semi-continental et est dans la région climatique Bourgogne, vallée de la Saône, caractérisée par un bon ensoleillement (1 900 h/an), un été chaud (18,5 °C), un air sec au printemps et en été et des vents faibles.
Pour la période 1971-2000, la température annuelle moyenne est de 10,9 °C, avec une amplitude thermique annuelle de 17,4 °C. Le cumul annuel moyen de précipitations est de 993 mm, avec 12 jours de précipitations en janvier et 8,1 jours en juillet. Pour la période 1991-2020, la température moyenne annuelle observée sur la station météorologique de Météo-France la plus proche, « Lombard », sur la commune de Lombard à 13 km à vol d'oiseau, est de 12,1 °C et le cumul annuel moyen de précipitations est de 1 128,6 mm. 
La température maximale relevée sur cette station est de 39,5 °C, atteinte le 24 juillet 2019 ; la température minimale est de −16,5 °C, atteinte le 5 février 2012,,.
Les paramètres climatiques de la commune ont été estimés pour le milieu du siècle (2041-2070) selon différents scénarios d'émission de gaz à effet de serre à partir des nouvelles projections climatiques de référence DRIAS-2020. Ils sont consultables sur un site dédié publié par Météo-France en novembre 2022.

## Urbanisme

### Typologie
Au 1er janvier 2024, Bellevesvre est catégorisée commune rurale à habitat dispersé, selon la nouvelle grille communale de densité à sept niveaux définie par l'Insee en 2022.
Elle est située hors unité urbaine. Par ailleurs la commune fait partie de l'aire d'attraction de Lons-le-Saunier, dont elle est une commune de la couronne,. Cette aire, qui regroupe 139 communes, est catégorisée dans les aires de 50 000 à moins de 200 000 habitants,.

### Occupation des sols
L'occupation des sols de la commune, telle qu'elle ressort de la base de données européenne d’occupation biophysique des sols Corine Land Cover (CLC), est marquée par l'importance des territoires agricoles (89,7 % en 2018), une proportion identique à celle de 1990 (89,7 %). La répartition détaillée en 2018 est la suivante : zones agricoles hétérogènes (56,3 %), terres arables (21,9 %), prairies (11,6 %), forêts (3,5 %), zones urbanisées (3,4 %), eaux continentales (3,4 %). L'évolution de l’occupation des sols de la commune et de ses infrastructures peut être observée sur les différentes représentations cartographiques du territoire : la carte de Cassini (XVIIIe siècle), la carte d'état-major (1820-1866) et les cartes ou photos aériennes de l'IGN pour la période actuelle (1950 à aujourd'hui).

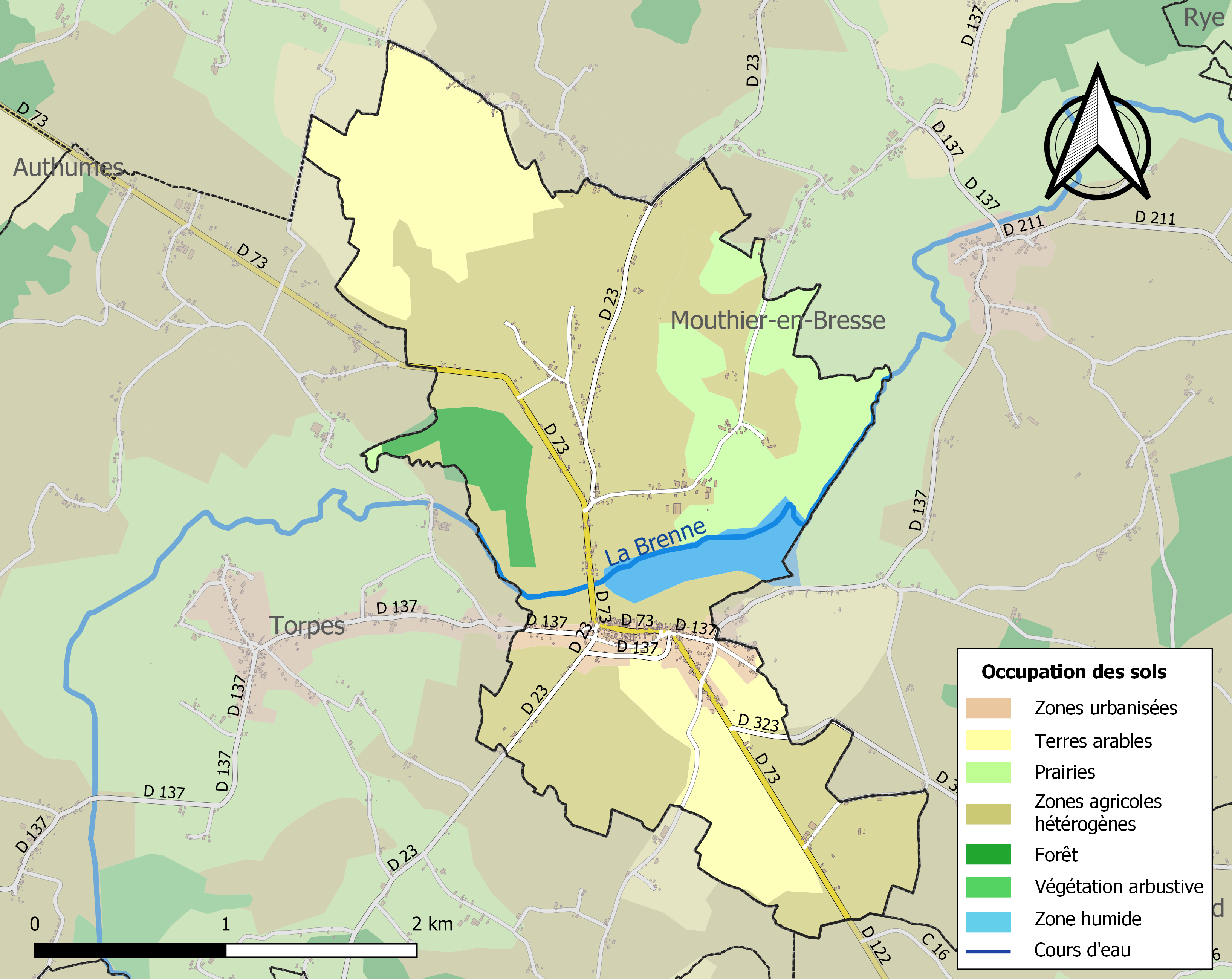
Carte des infrastructures et de l'occupation des sols de la commune en 2018 (CLC).

## Toponymie
Le lieu est mentionné pour la première fois en 1089 sous le nom d'Ecclesia Bellevavre dans les livres du monastère de Baume-les-Messieurs. Cependant, le nom remonte à la période gallo-romaine de peuplement, à l'origine bella vevre, avec la signification d'une belle plaine inondable, mais aussi de broussailles et de sous-bois. En effet, le village est situé au carrefour de cinq voies romaines, dont l'une menait de Verdun-sur-le-Doubs à Poligny, les autres de Dole à Louhans et Lons-le-Saunier. Les découvertes archéologiques (armes de toutes sortes, épées, poignards, lances, pointes de flèches, fers de lance, boucliers) attestent de l'importance de cette agglomération, qui était le plus grand carrefour routier de la Bresse à l'époque gallo-romaine.

## Histoire
L'occupation gallo-romaine est attestée par les fouilles archéologiques.
Le bourg est établi au carrefour des voies de Verdun à Poligny et de Dole à Bourg. En 1089, le seigneur de Bella Vavra (belle voie ou belle forêt) fonde le monastère de Mouthier-en-Bresse avec l'abbé Bernon de Cluny. La voie Romaine de Verdun - Saint-Bonnet-en-Bresse - Pierre descendait à Bellevesvre de son nom Veivre (vaivra vra lata). Cette grand route tendant à Bletterans le chemin de communication. "On espère que les Comtois voudront bien ouvrir jusqu'à Bletterans..."
Guillaume de Bellevesvre est évêque de Chalon (1294-1301), et Béatrice de Bellevesvre abbesse de Lons en 1336. La léproserie était située au bout du pont près de la rivière dans le "champ de la Maladière" aujourd'hui "champ Maillard". Ce lieu autrefois considérable avait six échevins ou gouverneurs en 1372. La seigneurie passe aux Montaigu, puis aux de Vienne. Lorsque l'église à clocher-porche est construite en 1379 (Vierge à l'enfant classée), dix neuf prêtres y officient. Le village profite de sa situation de frontière entre Comté et Bourgogne en établissant de grandes foires qui font sa richesse. La première mention d'un marché remonte au XIVe siècle. Deux places-fortes érigées sur des mottes protègent le village, ceint d'une muraille et d'un double fossé percés de trois portes.
La seigneurie appartient aux Fourneret au XVe siècle et aux Damas de Marcilly au XVIe. La population se retire à Verdun en 1592 pendant les troubles de la Ligue. Les Comtois mettent le feu à la ville en 1637  et emportent les cloches et l'horloge à Bletterans, et en 1657 il ne reste que six habitants !
Bellevesvre (Bella Vavra) et son église rebâtie en 1739. Plusieurs tombes entre autres celles de Marie Beaune, Bernard de Montessus, baron de Bellevesvre, gouverneur de Beaune, 1686, ont été découvertes.
L'ancien château dont il ne subsiste plus rien était situé sur la motte au bord de la Brenne et à 250 m au nord du village.
Jusqu'à la Révolution française, Bellevesvres, localité du département de Saône-et-Loire relevant depuis 1801 du diocèse d'Autun, dépendit du diocèse de Besançon.
(Paragraphe à rerédiger, rendre cohérent et à répartir chronologiquement) :
La seigneurie passe aux de Montessus en 1640. La motte située au bord de la Brenne, dans le parc au 41 de la Grande Rue a une superficie de 72 ares et son château en brique perdure jusqu'à la Révolution. Pont de Guillemot et Gauthey (XVIIIe siècle). La commune est chef-lieu de canton de 1790 à 1802. Mairie de 1833 (reconstruite au début du XXe siècle), halle aux grains de 1864, lavoir de 1865. Le presbytère situé au 28 de la Grande Rue est transformé en prison à une date inconnue. La population était de 460 habitants en 1801, 630 en 1851, 727 en 1906, 486 en 1954 et 244 en 1999. 16 exploitations agricoles en 1988. Sources : IGN 3125 E ; Inventaire départemental (A-M. et R. Oursel) ; recherches de Jackie Pernod.

## Héraldique
| Blason de Bellevesvre | Blason  | D'azur au chevron d'or accompagné de trois étoiles d'argent. |
| Blason de Bellevesvre | Détails | Le statut officiel du blason reste à déterminer.             |

## Politique et administration

### Tendances politiques et résultats

#### Élections présidentielles
Le village de Bellevesvre place en tête à l'issue du premier tour de l'élection présidentielle française de 2017, Marine Le Pen (RN) avec 22,58 % des suffrages. Mais lors du second tour, Emmanuel Macron (LaREM) est en tête avec 61,59 %.

#### Élections législatives
Le village de Bellevesvre faisant partie de la quatrième circonscription de Saône-et-Loire, place lors du 1er tour des élections législatives françaises de 2017, Catherine GABRELLE (LREM) avec 22,92 % des suffrages. Mais lors du second tour, il s'agit de Cécile Untermaier (PS) qui arrive en tête avec 55,46 % des suffrages.
Lors du 1er tour des élections législatives françaises de 2022, Cécile Untermaier (PS), députée sortante, arrive en tête avec 37,41 % des suffrages comme lors du second tour, avec cette fois-ci, 52,50 % des suffrages.

#### Élections régionales
Le village de Bellevesvre place la liste "Pour Une Région Qui Vous Protège" menée par Julien Odoul (RN), dès le 1er tour des élections régionales de 2021 en Bourgogne-Franche-Comté, avec 26,80 % des suffrages. Lors du second tour, les habitants décideront de placer la liste de "Notre Région Par Cœur" menée par Marie-Guite Dufay, présidente sortante (PS) en tête, avec cette fois-ci, près de 35,71 % des suffrages. Devant les autres listes menées par Julien Odoul (RN) en seconde position avec 32,65 %, Gilles Platret (LR), troisième avec 23,47 % et en dernière position celle de Denis Thuriot (LaREM) avec 8,16 %. Il est important de souligner une abstention record lors de cette élection qui n'ont pas épargné le village de Bellevesvre avec lors du premier tour 55,87 % d'abstention et au second, 51,17 %.

#### Élections départementales
Le village de Bellevesvre faisant partie du canton de Pierre-de-Bresse place le binôme de Aline Gruet (DVD) et Sébastien Jacquard (DVD), en tête, dès le 1er tour des élections départementales de 2021 en Saône-et-Loire avec 27,78 % des suffrages. Lors du second tour, les habitants décideront de placer de nouveau le binôme de Aline Gruet (DVD) et Sébastien Jacquard (DVD), en tête, avec cette fois-ci, près de 68,82 % des suffrages. Devant l'autre binôme menée par Ghislaine Fraisse (RN) et Bertrand Rouffiange (DVD) qui obtient 31,18 %. Il est important de souligner une abstention record lors de ces élections qui n'ont pas épargné le village de Bellevesvre avec lors du premier tour 55,87 % d'abstention et au second, 51,17 %.

### Liste des maires de Bellevesvre
| Période                                  | Période   | Identité           | Étiquette | Qualité             |
| ---------------------------------------- | --------- | ------------------ | --------- | ------------------- |
| mars 2001                                | mars 2008 | Christian Ragondet |           | Retraité de l'armée |
| mars 2008                                | juin 2009 | M. Didelot         |           |                     |
| juillet 2009                             | mars 2014 | Nathalie Galland   |           |                     |
| mars 2014                                | déc 2015  | Roland Lacroix     |           |                     |
| mars 2016                                | En cours  | Jean-Luc Canet     |           |                     |
| Les données manquantes sont à compléter. |           |                    |           |                     |

Le maire de la commune, M. Didelot étant décédé, les électeurs ont voté le 5 juillet 2009 pour la liste de Martine Aillet, le nouveau conseil municipal s'est réuni vendredi 10 juillet et a voté pour Nathalie Galland, conseillère municipale.

## Démographie
L'évolution du nombre d'habitants est connue à travers les recensements de la population effectués dans la commune depuis 1793. Pour les communes de moins de 10 000 habitants, une enquête de recensement portant sur toute la population est réalisée tous les cinq ans, les populations de référence des années intermédiaires étant quant à elles estimées par interpolation ou extrapolation. Pour la commune, le premier recensement exhaustif entrant dans le cadre du nouveau dispositif a été réalisé en 2008.

En 2022, la commune comptait 306 habitants, en évolution de +11,27 % par rapport à 2016 (Saône-et-Loire : −1,06 %, France hors Mayotte : +2,11 %).
| 1793 | 1800 | 1806 | 1821 | 1831 | 1836 | 1841 | 1846 | 1851 |
| ---- | ---- | ---- | ---- | ---- | ---- | ---- | ---- | ---- |
| 420  | 460  | 507  | 526  | 549  | 536  | 549  | 611  | 630  |

| 1856 | 1861 | 1866 | 1872 | 1876 | 1881 | 1886 | 1891 | 1896 |
| ---- | ---- | ---- | ---- | ---- | ---- | ---- | ---- | ---- |
| 585  | 620  | 627  | 678  | 703  | 695  | 699  | 702  | 692  |

| 1901 | 1906 | 1911 | 1921 | 1926 | 1931 | 1936 | 1946 | 1954 |
| ---- | ---- | ---- | ---- | ---- | ---- | ---- | ---- | ---- |
| 694  | 727  | 706  | 559  | 545  | 529  | 543  | 540  | 486  |

| 1962 | 1968 | 1975 | 1982 | 1990 | 1999 | 2006 | 2008 | 2013 |
| ---- | ---- | ---- | ---- | ---- | ---- | ---- | ---- | ---- |
| 432  | 396  | 343  | 308  | 281  | 246  | 270  | 277  | 273  |

| 2018 | 2022 | - | - | - | - | - | - | - |
| ---- | ---- | - | - | - | - | - | - | - |
| 290  | 306  | - | - | - | - | - | - | - |

## Culture locale et patrimoine

### Lieux et monuments
- L'église de 1739 est rattachée à la paroisse catholique Notre Dame de Bresse-Finage dont le siège est situé à Pierre-de-Bresse.

### Personnalités liées à la commune
- Claude Laurent Masuyer, né à Bellevesvre le 21 octobre 1759  est mort guillotiné à Paris le 19 mars 1794.

## Pour approfondir